# 力量能源
力量礦業能源有限公司，簡稱力量礦業能源、力量礦業，以及力量能源（英語：Kinetic Mines and Energy Limited，港交所：1277）現時在內蒙古經營開採、洗選、裝運及倉儲各種煤炭產品，而最主要礦場是位於鄂爾多斯市的大飯鋪煤礦。總部位於香港中環擺花街43號1202室。

## 历史
2008年由富力地產創辦人張力先生創立。股份在2012年3月23日於香港交易所主板上市。而在首天上市收盤後1.2港元，較招股價（1.26港元，全球發售為930,000,000股，集資額為14億港元，主要基礎投資者為三一國際）已跌了4.76%。

## 連結
- KineticME.com（页面存档备份，存于）